# Maximilianeum
Il Maximilianeum è un palazzo di Monaco di Baviera ed attualmente è la sede del Parlamento Bavarese.

## Descrizione

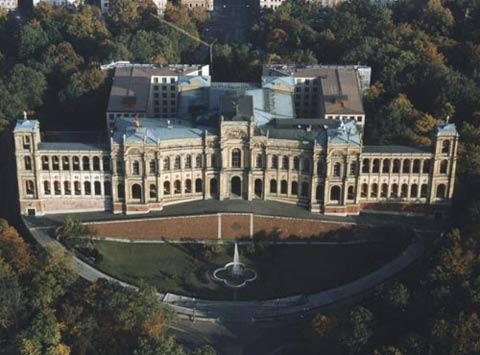
Vista del Maximilianeum

Il palazzo venne costruito su progetto di Friedrich Bürklein, per volere di Massimiliano II. L'edificio venne costruito tra il 1857 ed il 1874 sulla sponda alta destra dell'Isar. I lavori di costruzione durarono ben diciassette anni a causa della pendenza della sponda del fiume su cui si andava ad edificare. Punto focale della costruzione è la facciata, leggermente concava, con l'entrata sporgente, alta e a tre arcate, su cui in cima è posta la statua di un angelo. Le ali laterali, con arcate al piano terra, si estendono simmetricamente ad entrambi lati. La facciata, in terracotta, è abbellita con statue e busti. Mosaici colorati riempiono le finestre cieche semircircolari dei piani superiori. L'interno è decorato con quadri allegorici e a soggetto storico, opera di Wilhelm e Friedrich von Kaulbach.

## Storia

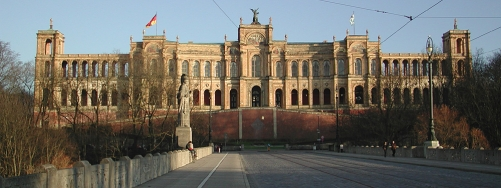
Il Maximilianeum visto dal Maximiliansbrücke

Il palazzo fu la sede di un'istituzione voluta da Massimiliano II, che assegnava borse di studio agli studenti più meritevoli, per permettere loro di frequentare l'università senza pagare. Nel 1949 divenne la sede del Parlamento Bavarese e fino al 1999 ha ospitato anche il Senato.